# Yahoo!しごとカタログ

## 概要
Yahoo!しごとカタログは、Yahoo! JAPANが運営する企業情報サービス。企業検索や社員クチコミ情報を提供している。
同サイトの開設以前は「Yahoo!しごと検索」として求人検索サービスも提供していたが、2020年12月1日に株式会社スタンバイが運営する求人検索エンジン「スタンバイ」とサービス統合した。

## 沿革
- 2012年12月 - Yahoo!リクナビのサービス終了とともに、株式会社インディバルに求人サービス運営を委任し、「インディバル求人」がサービス開始
- 2014年4月 - 「インディバル求人」を全面刷新。[2]
- 2015年3月 - 株式会社インディバルの株主構成変更に伴い、ヤフー株式会社が株式を売却。運営はヤフー株式会社に移管される。[3]
- 2016年
  - 2月 - 「インディバル求人」を事業内容を一部引き継ぎ、検索型サービス「Yahoo!求人」サービスを提供開始
  - 11月 - 求人検索と社員クチコミを提供するサービス「Yahoo!しごと検索」としてリニューアル。[4] 求人検索エンジンはビズリーチが運営するスタンバイ、社員クチコミはVorkers（現OpenWork）から提供を受けた。[5][6]
- 2019年
  - 3月 - 内閣府地方創生推進事務局と連携し、「ふるさと求人」の取り組みをスタート。地方へのUIJターンの推進や人手不足の解消を図るため、地方での就業者創出（マッチング支援）に向けて、道府県の中小企業等の求人情報を提供。[7]
- 2020年
  - 12月 - 株式会社スタンバイが運営する求人検索サービス「スタンバイ」に統合する形で「Yahoo!しごと検索」がサービス終了。新たに会社探しに役立つ情報を提供するサービスとして、Yahoo!しごとカタログの運営をスタート。[1][8]

## 特徴

### 企業情報
各種情報提供元から提供された情報に基づいて作成されており、企業名でのキーワード検索や、業種からの検索ができる。

### 企業ランキング
投稿された口コミを元に生成された、年代・性別・職種・役職ごとに絞ったランキングや、年収・平均残業時間ごとのランキングを見ることができる。

### 社員クチコミ
その企業の従業員/元従業員による企業の働きやすさの評価で、投稿者が回答した評価の集計を元に、「仕事の満足度」・「平均残業時間」・「有給休暇消化率」・「この職場を人にすすめたい」などの情報を見ることができる。また、以下のテーマについて投稿者がコメントした良い点や不満な点も閲覧可能。（すべてのコメントを見るにはクチコミの投稿が必要）
- 仕事内容
- 給与・待遇
- 職場の雰囲気
- 成長・キャリア
- 人事・評価制度
- 女性の活躍・働きやすさ
- ワークライフバランス
- 入社理由・入社後ギャップ
- 面接・選考
- 退職検討理由
- テレワーク・リモートワーク
- 副業

### 社員クチコミの投稿
Yahoo! JAPAN IDでログインが必要（投稿者名は匿名となり表示されない）。投稿できる企業数の上限は、1年間に2社まで。審査を通過したクチコミのみ掲載される。投稿された社員クチコミに対して質問したり、その質問に回答することも可能。Yahoo! JAPAN IDでログインが必要だが、投稿した質問や回答にYahoo! JAPAN IDは表示されない。

### 転職エージェント比較
求人数や職種や属性、求職者タイプから転職エージェントを探すことができる。

### 求人検索
求人検索・求人情報は、2020年12月に株式会社スタンバイが提供する「スタンバイ」にサービス統合。求人検索をするには、Yahoo!しごとカタログトップページ内の「求人を探す」から検索するか、「スタンバイ」の求人検索画面から検索する。

### しごとの法律ガイド
職場でよくある労働トラブルについての解説や対処方法を、記事形式で弁護士が紹介している。

### 教えて！しごとの先生
Yahoo!知恵袋にある、仕事に関する悩みや疑問についての質問を見ることができる。仕事に関するキーワードやカテゴリから質問を探すことができる。

### しごとガイド
職業の解説（仕事内容、必要な経験や資格など）や、その職業の求人情報を紹介している。職業の解説は「13歳のハローワーク」の情報を元にしている。